# Halichoeres caudalis
 Halichoeres caudalis és una espècie de peix de la família dels làbrids i de l'ordre dels perciformes.

## Morfologia
Els mascles poden assolir els 20 cm de longitud total.

## Distribució geogràfica
Es troba des de Carolina del Nord (Estats Units), el Golf de Mèxic i el Carib fins al nord de Sud-amèrica.